# Dolichopus varipes
Dolichopus varipes är en tvåvingeart som beskrevs av Daniel William Coquillett 1900. Dolichopus varipes ingår i släktet Dolichopus och familjen styltflugor. Inga underarter finns listade i Catalogue of Life.